# شان کانری
توماس شان کانری (به انگلیسی: Thomas Sean Connery) (زاده ۲۵ اوت ۱۹۳۰ در ادینبرا – درگذشته ۳۱ اکتبر ۲۰۲۰ در ناسائو) بازیگر اسکاتلندی بود. او بیشتر به دلیل ایفای نقش شخصیت جیمز باند در هفت فیلم بلند (شش فیلم رسمی و یک فیلم غیررسمی) شناخته می‌شود.
او جزو اندک ستاره‌های سینما بود که توانست شهرت و محبوبیت دوره جوانی خود را تا هفتمین دهه زندگی خود حفظ کند. شان کانری می‌توانست در نقش افرادی از ملیت‌ها و نژاد‌های مختلف ظاهر شود و لهجه‌های مختلف را تقلید کند.

## سیاست
شان کانری از طرفداران حزب ملی اسکاتلند بود که خواهان استقلال اسکاتلند از بریتانیا است. او در باهاما زندگی می‌کرد و گفته بود تا زمانی که اسکاتلند مستقل نشود در سرزمین خود زندگی نخواهد کرد.

## زندگی هنری
شان کانری در نوجوانی شیرفروش بود. او در آغاز دهه سوم زندگی خود باید بین فوتبال و یا بازیگری، یکی را انتخاب می‌کرد. اما چون آغاز بیست سالگی برای فوتبال کمی دیر بود او بازیگری را برگزید. کانری نخستین بار در سال ۱۹۵۴ بدون آوردن نامش در عنوان‌بندی فیلم در نقشی گذرا در یک فیلم ظاهر شد. نخستین فیلمی که او در ایالات متحده آمریکا بازی کرد داربی اوگیل و مردم کوچولو (۱۹۵۹) بود که او در آن، آواز خواند.
شان کانری با بازی در فیلم مارنی (۱۹۶۴) ساخته آلفرد هیچکاک، تلاش کرد نشان بدهد که برای نقش‌های غیر از جیمز باند هم خوب عمل می‌کند. اما موفقیت نه چندان فیلم و عدم تناسب سبک بازی کانری با روش کار آلفرد هیچکاک، چنین اجازه‌ای به او نداد. اما بازی در فیلم تپه (۱۹۶۵) چنین امکانی را برای او فراهم کرد.
شان کانری در فیلم سینمایی رابین و ماریان (ساخته ۱۹۷۶) در کنار آدری هپبورن، در نقش رابین هود بازی کرد. این اثر در سال ۲۰۱۸ به عنوان برترین اقتباس تاریخ رابین هود انتخاب شد.
از نیمه دوم دهه ۱۹۷۰ (میلادی) تا نیمه دهه بعد، کانری در فیلم‌های زیادی حضور داشت. اما کیفیت فیلم‌های او سیری نزولی داشتند. از معدود فیلم‌های خوب او، پنج روز یک تابستان (۱۹۸۲) دیگر هرگز نگو هرگز (۱۹۸۳ در نقش جیمز باند) و مهم‌تر از همه، نام گل سرخ (۱۹۸۶) هستند. با عدم موفقیت نام گل سرخ در آمریکای شمالی، تهیه‌کننده‌ها گمان کردند که کانری خارج از نقش جیمز باند چندان محبوبیتی ندارد و در دوره میان‌سالی نمی‌تواند نقش‌های اصلی زیادی بازی کند برای همین نقش‌های دوم را به او سپردند. اما موفقیت کم‌نظیر کانری در نقش‌های دوم، مانند جیم مالون در تسخیرناپذیران (۱۹۸۷) و پدر ایندیانا جونز در ایندیانا جونز و آخرین جنگ صلیبی (۱۹۸۹) نشان دادند که او همراه‌دار ارزش‌های پیرنشدنی است. او بعدها ستاره فیلم‌های شکار برای اکتبر سرخ (۱۹۹۰)، صخره (۱۹۹۶) و تله‌گذاری (۱۹۹۹) شد.

### جیمز باند
همه فیلم‌های جیمز باندِ به تصویر کشیده توسط وی جز دسته فیلم‌های پرفروش بوده‌اند و فیلم سینمایی تاندربال با احتساب ارزش واقعی دلار به به عنوان پرفروش‌ترین فیلم از مجموعه فیلم‌های جیمز باند به‌شمار می‌رود. هری سالتزمن و آلبرت آر. براکلی تهیه‌کنندگان فیلم‌های باند در آغاز، کری گرانت را برای این نقش انتخاب کردند. اما او تنها به بازی در یک فیلم رضایت داد (در حالی که آن‌ها دستکم ۵ فیلم را در نظر داشتند). انتخاب بعدی آن‌ها پاتریک مک‌گوئن بود که در همان زمان در یک مجموعهٔ تلویزیونی، نقش یک مأمور مخفی را بازی می‌کرد اما وی این نقش را رد کرد. کارگردان فیلم دکتر نو، ترنس یانگ، ریچارد جانسون را برای این نقش پیشنهاد داد که ایون پروداکشنز آن را رد کرد. از نظر خالق جیمز باند، ایان فلمینگ، ریچارد تاد برای این نقش مناسب بود که به دلیل اختلاف در زمان‌بندی کاری، نقش آفرینی وی به عنوان جیمز باند محقق نشد. در نهایت تهیه‌کنندگان رو به‌شان کانری آوردند و برای ۵ فیلم با او قرارداد بستند.
اینکه گفته می‌شود شان کانری در یک رقابت ۶ نفره برندهٔ بازی در نقش باند شد نادرست است. از قضا چنین آزمونی بین ۶ نفر انجام شد. اما برنده، مدلی ۲۸ ساله به نام پیتر انتونی بود که به دلیل بی‌تجربگی در بازیگری رد شد. هنگامی که بروکلی و سالتزمن، کانری را دعوت کردند او بسیار غیررسمی و خونسرد ظاهر شد و بی‌توجهی به مقام و منزلت تهیه‌کنندگان و لاابالی رفتار کردن وی، توجه آن‌ها را جلب کرد و به گفته آلبرت بروکلی زمانی که آن‌ها از پنجره او را نگاه می‌کردند که سوار اتومبیلش می‌شود و آنجا را ترک می‌کند می‌دانستند که فرد مناسب را پیدا کرده‌اند. خونسردی و ریلکس بودن شان کانری، هری سالتزمن را تحت تأثیر قرار داد. به گفتهٔ او شان کانری مانند گربه‌ای جنگلی، فرز و بی‌خیال راه می‌رود.
ایان فلمینگ در آغاز، کانری را انتخاب مناسبی برای مخلوقش نمی‌دانست. اما با فروش خوب فیلم دکتر نو نظر وی عوض شد و حتی در رمان‌های بعدی جیمز باند، اصلیتی اسکاتلندی برای باند تعریف کرد. کانری یکبار در سال ۱۹۶۷ از نقش آفرینی جیمز باند خداحافظی کرد. اما کم سن بودن و عدم اقبال عمومی نسبت به بازیگر بعدی (جرج لازنبی) دست‌اندرکاران را واداشت تا بار دیگر از او بخواهند تا در فیلم  الماس‌ها همیشگی‌اند در نقش این شخصیت به ایفای نقش بپردازد. پس از پایان فیلمبرداری  الماس‌ها همیشگی‌اند، او به جراید گفت که دیگر هرگز در نقش جیمز باند بازی نمی‌کند. اما دست تقدیر ۱۲ سال بعد وی را بار دیگر به بازی در نقش جیمز باند کشاند. کارگردان، فیلم جدید را دیگر هرگز نگو هرگز نام نهاد (بر پایه فیلمنامهٔ تاندربال)، زیرا کانری پس از پایان فیلم الماس‌ها همیشگی‌اند گفته بود دیگر هرگز در نقش جیمز باند بازی نخواهد کرد. گرچه فیلم متعلق به ایون پروداکشنز نبود (این فیلم را شرکت برادران وارنر ساخت) و گرچه اکران فیلم در فصل پاییز انجام شد اما از نظر تجاری پرفروش شد و از دید منتقدین، نمرهٔ بالایی گرفت. با توجه به اینکه تنها مدت کمی پیش از اکران این فیلم (تنها چند ماه پیش) شرکت اصلی فیلم‌های جیمز باند (ایون پروداکشنز)، فیلم اختاپوسی را با بازی راجر مور در نقش جیمز باند پخش کرده بود رسانه‌ها در فاصلهٔ اکران این دو فیلم از جنگ جیمز باندها سخن می‌گفتند. کانری در سال ۲۰۰۵ با پروژهٔ بازی ویدئویی از روسیه با عشق همکاری داشت و صدای او بر روی کاراکتر جیمز باند در این بازی دوبله شد.

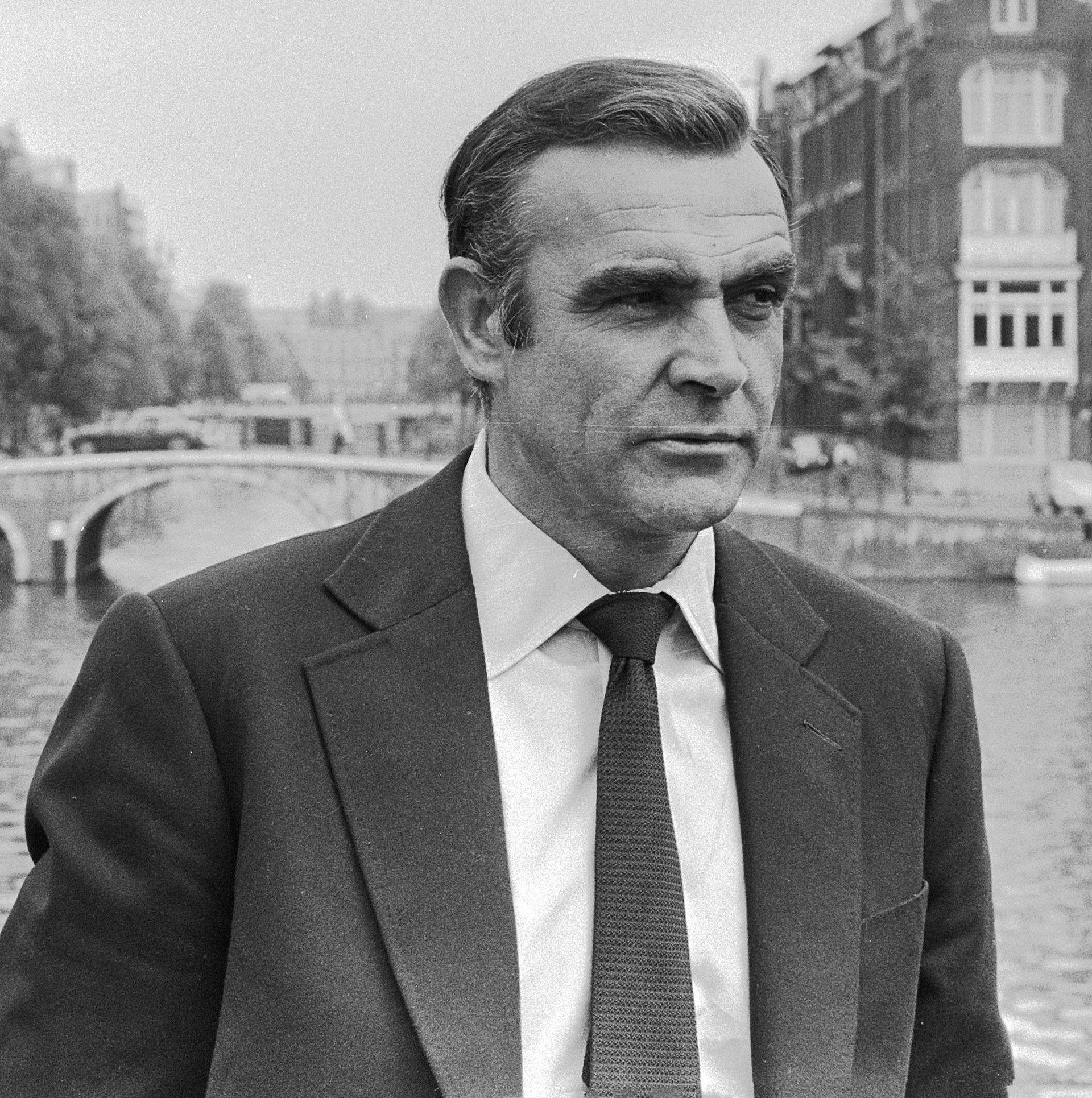
در فیلم الماس‌ها ابدی اند (۱۹۷۱).

## جوایز
شان کانری در سال ۱۹۸۸ جایزهٔ اسکار بهترین بازیگر نقش مکمل مرد را برای بازی در فیلم تسخیرناپذیران از آن خود کرد. همچنین وی سه جایزه گلدن گلوب و دو جایزهٔ بفتا را در کارنامهٔ خود دارد. او در فیلم‌های بسیار پرفروشی مانند مارنی، انجمن نجیب‌زادگان عجیب، ایندیانا جونز و آخرین جنگ صلیبی، شکار برای اکتبر سرخ، قتل در قطار سریع‌السیر شرق، به نام رز، صخره، رابین و ماریان بازی کرده‌است.
بر پایه یک نظرخواهی در سال ۲۰۰۰ او به عنوان مشهورترین و مهمترین اسکاتلندی زنده انتخاب شد. کانری در ژوئیه ۲۰۰۰ به لقب شوالیه مفتخر شد. او در سال ۱۹۸۹ توسط مجلهٔ People به عنوان جذاب‌ترین مرد زنده اعلام شد و در سال ۱۹۹۹ بر پایه آرا به عنوان جذاب‌ترین مرد سده انتخاب گشت. همچنین در نظرسنجی معتبر سالانهٔ Q survey در سال ۲۰۱۳ به عنوان محبوب‌ترین بازیگر انگلیسی در آمریکا شناخته شد.

## بازنشستگی
کانری پس از فیلم سینمایی انجمن نجیب‌زادگان عجیب در هیچ فیلم سینمایی ظاهر نشد و وقتش را به نوشتن زندگینامهٔ شخصی خود اختصاص داد. او در هفت ژوئن ۲۰۰۵ حضور خود در فیلم چهارم ایندیانا جونز را رد کرد.
با این حال او در سال ۲۰۱۲ شخصیت انیمیشنی سر بیلی را دوبله کرد و مجری تولید این انیمیشن هم بود.
شان کانری در هفت فیلم از سری فیلم‌های جیمز باند نقش این مأمور مخفی را بازی کرده‌است:
- دکتر نو (۱۹۶۲)
- از روسیه با عشق (۱۹۶۳)
- پنجه طلایی (۱۹۶۴)
- گلوله آتشین (۱۹۶۵)
- تنها دوبار زندگی می‌کنی (۱۹۶۷)
- الماس‌ها ابدی‌اند (۱۹۷۱)
- هرگز دوباره نگو هرگز (۱۹۸۳)

## درگذشت
شان کانری در خواب در تاریخ ۳۱ اکتبر ۲۰۲۰ در سن ۹۰ سالگی، در خانه‌اش در ناسائو در باهاما درگذشت. پسرش جیسون کانری گفت که مدتی بود حال پدرم خوب نبود. یک روز بعد، همسر کانری، میشلین روکربون، فاش کرد که وی در سال‌های آخر زندگی خود از زوال عقل رنج می‌برد.
پس از اعلام خبر مرگ وی، شماری از بازیگران سرشناس از جمله سم نیل، نیکلاس کیج، رابرت دنیرو، دایانا راس، تیپی هدرن، الک بالدوین، هیو جکمن، جرج لوکاس، شرلی بسی، کوین کاستنر، کاترین زیتا جونز، باربارا استرایسند، جرارد باتلر، آرنولد شوارتزنگر، جان کلیز و ستاره‌های پیشین فیلم‌های جمزباند جرج لازنبی، تیموتی دالتون، پیرس برازنان، و دنیل کریگ به کانری ادای احترام کردند. دوست دیرینه کانری، مایکل کین، او را «یک ستاره بزرگ، بازیگر درخشان و یک دوست فوق العاده» خواند.

## فیلم‌شناسی
شان کانری در بیش از ۶۰ فیلم بازی کرده است. از فیلم‌هایی که وی در آن نقش داشته‌است، می‌توان به آثار زیر اشاره کرد:
- یاس‌بنفش در بهار (۱۹۵۵)
- راه بی‌بازگشت (۱۹۵۷)
- رانندگان جهنمی (۱۹۵۷)
- عملیات ببر (۱۹۵۷)
- ترمز زمان (۱۹۵۷)
- وقتی دیگر، جایی دیگر (۱۹۵۸)
- داربی اوگیل و کوتوله‌ها (۱۹۵۹)
- ماجراهای شگفت‌انگیز تارزان (۱۹۵۹)
- درباره فیدل (۱۹۶۱)
- شهر ترسناک (۱۹۶۱)
- طولانی‌ترین روز (۱۹۶۲)
- دکتر نو (۱۹۶۲)
- از روسیه با عشق (۱۹۶۳)
- مارنی (۱۹۶۴)
- زن پوشالی (۱۹۶۴)
- گلدفینگر (۱۹۶۴)
- تپه (۱۹۶۵)
- گلوله آتشین (۱۹۶۵)
- یک دنیای تازه (۱۹۶۶)
- یک دیوانگی خوب (۱۹۶۶)
- تنها دوبار زندگی می‌کنی (۱۹۶۷)
- شالاکو (۱۹۶۸)
- بولر و بونه (۱۹۶۹) (مستند)
- چادر قرمز (۱۹۶۹)
- مالی مگوایرز (۱۹۷۰)
- نوارهای اندرسون (۱۹۷۱)
- الماس‌ها ابدی‌اند (۱۹۷۱)
- مسابقه گلف اسپانیایی (۱۹۷۲)
- هجوم (۱۹۷۳)
- زاردوز (۱۹۷۴)
- قتل در قطار سریع‌السیر شرق (۱۹۷۴)
- خون‌بها (۱۹۷۵)
- کارخانه رؤیا (۱۹۷۵) (مستند)
- باد و شیر (۱۹۷۵)
- مردی که می‌خواست سلطان باشد (۱۹۷۵)
- رابین و ماریان (۱۹۷۶)
- مرد بعدی (۱۹۷۶)
- پلی در دوردست (۱۹۷۷)
- نخستین سرقت بزرگ قطار (۱۹۷۹)
- شهاب‌وار (۱۹۷۹)
- کوبا (۱۹۷۹)
- خارج از محدوده (۱۹۸۱)
- سارقان زمان (۱۹۸۱)
- گُل (۱۹۸۲) (در نقش راوی، مستند)
- پنج روز یک تابستان (۱۹۸۲)
- اشتباه درست است (۱۹۸۲)
- ادینبورگ شان کانری مسئله‌ای کوچک (۱۹۸۳)
- هرگز دوباره نگو هرگز (۱۹۸۳)
- شمشیر شجاعت: افسانهٔ سرگاوین شوالیهٔ سبز (۱۹۸۴)
- کوه‌نشین (۱۹۸۶)
- نام گل سرخ (۱۹۸۶)
- تسخیرناپذیران (۱۹۸۷) در نقش جیم ملون
- قرارگاه نظامی (۱۹۸۸)
- ایندیانا جونز و آخرین جنگ صلیبی (۱۹۸۹)
- کسب‌وکار خانوادگی (۱۹۸۹)
- شکار برای اکتبر سرخ (۱۹۹۰)
- خانهٔ روسی (۱۹۹۰)
- رابین هود: شاهزاده دزدان (۱۹۹۱)
- کوه‌نشین ۲ (۱۹۹۱)
- پزشک مرد (۱۹۹۲) (همین‌طور مدیر اجرایی)
- خورشید در حال طلوع (۱۹۹۳) (همین‌طور مدیر اجرایی)
- مردی خوب در آفریقا (۱۹۹۴)
- انگیزه عدالت (۱۹۹۵)
- اولین شوالیه (۱۹۹۵)
- اژدهادل (۱۹۹۶) (صدا)
- صخره (۱۹۹۶) (همین‌طور مدیر اجرایی)
- انتقام‌جویان (۱۹۹۸)
- تله گذاری (۱۹۹۹) (بعلاوه مجری تولید)
- در جستجوی فورستر (۲۰۰۰)
- انجمن نجیب‌زادگان عجیب (۲۰۰۳)
- سر بیلی، نگهبان تپه‌های هایلند (۲۰۱۲) (و صدا و مجری تولید)